# Schiffweiler
Schiffweiler est une commune de Sarre (Allemagne), située dans l'arrondissement de Neunkirchen.

## Histoire
| Appartenances historiques Comté de Sarrebruck 1080-1391 Nassau-Sarrebruck 1391-1797 République cisrhénane (Sarre) 1797-1802 République française (Sarre) 1802-1804 Empire français (Sarre) 1804-1813 Royaume de Prusse (Grand-duché du Bas-Rhin) 1815-1822 Royaume de Prusse (Province de Rhénanie) 1822-1918 République de Weimar 1918-1920 Territoire du bassin de la Sarre 1920-1935 Reich allemand 1935-1945 Allemagne occupée 1945-1947 Protectorat de Sarre 1947-1956 Allemagne 1956-présent |

## Jumelages
La ville de est  jumelée avec :
- Greifenburg (Autriche) depuis 1973
- Welzow (Allemagne) depuis 1999
- Pétange (Luxembourg) depuis 2015